# نابیلون
نابیلون(به انگلیسی: Nabilone)، که با نام تجاری Cesamet و دیگر نام‌ها فروخته می‌شود، یک کانابینوئید سنتزی است که جهت استفاده درمانی به عنوان ضدتهوع و ضد درد کمکی برای درد نوروپاتیک، در دسترس می‌باشد.
سازمان غذا و دارو ایالات متحده(FDA) برای تهوع و استفراغ ناشی از شیمی درمانی، نابیلون را توصیه کرده‌است. در کشورهای دیگر، مانند کانادا، به‌طور گسترده‌ای به عنوان درمان کمکی برای مدیریت درد مزمن استفاده می‌شود. آزمایش‌ها و مطالعات موردی متعددی اثر بخشی متوسط را برای تسکین فیبرومیالژیا و مولتیپل اسکلروزیس نشان داده‌است.

## عوارض جانبی
نابیلون می‌تواند به جای کاهش، موجب افزایش درد پس از عمل شود. در درمان فیبرومیالژیا، عوارض جانبی می تواند دوز مفید را محدود کند. از عوارض جانبی نابیلون می‌توان به موارد زیر اشاره کرد: سرگیجه، سرخوشی، خواب آلودگی، خشکی دهان، آتاکسی، اختلال در خواب، دیسفوریا، سردرد، حالت تهوع، گمراهی، خوددگربینی و سستی.

## شیمی
نابیلون یک مخلوط راسمیک از ایزومرهای (S,S)-(+)- و (R,R)-(−)- است.